# Рабинович, Михаил Исакович
Михаил Исакович Рабинович (23 августа 1940, Уфа — 9 января 2021, там же) — российский театральный режиссёр и педагог.

## Биография
Родился 23 августа 1940 года в Уфе. С 06.12.1983 года — главный режиссёр Республиканского Русского Драматического театра города Уфы (Башкирская АССР). Заслуженный деятель искусств БАССР (07.09.1988). Кавалер ордена Дружбы народов (2015 год). В 1999 году удостоен нагрудного знака «За достижения в культуре Российской Федерации». С 1986 года педагог в Уфимском государственном институте искусств, является руководителем и педагогом актёрских и режиссёрских курсов.
В 1967 году окончил Уфимский авиационный институт. В 1971—1976 годах учился на режиссёрском отделении ВТУ имени Б. В. Щукина.
С 1976 по 1983 годы — режиссёр Дагестанского русского драматического театра имени Максима Горького (Махачкала, ДАССР, РСФСР). 1981—1983 годы — исполняющий обязанности главного режиссёра Русского драматического театра имени им. М. Горького (Махачкала). В 1980 году стал членом Союза театральных деятелей. С 1984 года по 2016 год на сцене Государственного академического русского театра драмы Республики Башкортостан поставил в качестве режиссёра 42 спектакля. Первая режиссёрская постановка на сцене РРДТ (Уфа) произошла в 1984 году — спектакль «Пять романсов в старом доме» В. Арро.
Заслуженный деятель искусств РФ (22.11.1999).
С 1998 года — художественный руководитель ГАРТД РБ.

## Постановки в Русском театре драмы Дагестана
- «В списках не значился» Б. Л. Васильева
- «Нахлебник» И. С. Тургенева
- «До третьих петухов» В. М. Шукшина
- «Любовь, джаз и чёрт» Ю. Грушаса
- «Святой и грешный» М. Ворфоломеева
- «Кафедра» В. Врублевской

## Постановки на сцене ГАРДТ РБ
- 1984 г. «Пять романсов в старом доме» В. Арро
- 1984 г. «Эшелон» М. М. Рощина
- 1985 г. «Вишнёвый сад» А. П. Чехова
- 1986 г. «Колея» В. Арро
- 1986 г. «Эффект Редькина» А. Козловского
- 1988 г. «Самоубийца» Н. Р. Эрдмана
- 1989 г. «Сны Евгении» А. Казанцева
- 1989 г. «Странный мир театра» М. Митуа, Ж.Ануя
- 1989 г. «Матросская тишина» А.Галича
- 1990 г. «Загадка дома Вернье» А. Кристи, Р. Тома
- 1990 г. «Что это за жизнь такая?» (по произведениям М. Булгакова, Н. Тэффи, А. Аверченко, М. Зощенко, Н. Эрдмана — сценическая версия М. Рабиновича)
- 1991 г. «Событие» В. Набокова
- 1992 г. «Счастливое происшествие» С. Мрожека
- 1992 г. «Эти женщины на всё способны» («Супница») Р. Ламуре
- 1992 г. «Дядя Ваня» А. П. Чехова
- 1993 г. «Касатка» А. Н. Толстого
- 1993 г. «Семейный портрет с посторонним» С. Лобозерова
- 1993 г. «Крылья Дюймовочки» Б. Заходера
- 1995 г. «Сороковые-роковые» (музыкально-поэтическая композиция по поэзии военных лет)
- 1995 г. «Отпуск по ранению» В. Кондратьева
- 1996 г. «Ваша сестра и пленница» Л. Разумовской
- 1997 г. «Снегурочка» А. Н. Островского
- 1998 г. «Чёрный иноходец» Г. Шафикова
- 1999 г. «Любовный хоровод» А. Шницлера
- 1999 г. «Приходи и уводи» Н. Птушкиной
- 1999 г. «Пока она умирала» Н. Птушкиной
- 2000 г. «Рождество в доме Купьелло» Э. де Филиппо
- 2000 г. «Все мальчишки — дураки!» К. Драгунской
- 2002 г. «Приглашаю в вечность, Ваше Величество!» («Кин IV») Г. Горина
- 2002 г. «Очень простая история» М. Ладо
- 2003 г. «№ 13» Р. Куни
- 2004 г. «Страсти по Утрате» У. Шекспира
- 2005 г. «Дачники» М. Горького
- 2005 г. «Последний герой» А. Марданя
- 2006 г. «Перебор» Х. Бергера
- 2006 г. «Луна и листопад» М. Карима
- 2008 г. «Музыка небес» К. Людвига
- 2009 г. «Русское варенье» Л. Улицкой
- 2009 г. «Голубая камея» К. Брейтбурга и К. Кавалеряна